# Szymon Hołownia
Szymon Franciszek Hołownia (Białystok, 3 de septiembre de 1976) es un periodista, político, personalidad televisiva, escritor, comentarista político y activista polaco que se desempeña como Mariscal del Sejm desde noviembre de 2023, es líder y fundador del partido político Polonia 2050.
Fue candidato presidencial independiente en las elecciones de 2020, quedando en tercer lugar en la primera vuelta de las elecciones.

## Biografía
De 1997 a 2000 trabajó como editor de Gazeta Wyborcza y de 2001 a 2004 como columnista y editor de Newsweek Polska. Desde abril hasta julio de 2005 fue editor jefe adjunto de la revista Ozon. De septiembre de 2005 a 2006 trabajó en el diario Rzeczpospolita como redactor del anexo Plus Minus. Publicó, entre otros, en Kultura Popularna, Machina, Przewodnik Katolicki, Tygodnik Powszechny y Więź. En los años 2006-2012 volvió a ser columnista de Newsweek Polska. De septiembre de 2012 a abril de 2013 fue columnista del semanario Wprost . Desde 2015 es columnista habitual de Tygodnik Powszechny.
Presentó programas en Radio Białystok, Radio Vox FM y cooperó con Radio PiN.
Es autor de veinte libros sobre temas sociales y religión.
Junto con Marcin Prokop fue copresentador de la edición polaca de Got Talent en TVN (2008-2019). En 2006 fue el presentador del programa "Po prostu pytam" (pl. "Sólo pregunto") en TVP1. En los años 2007-2012 fue director de programas de Religia.tv.
Fue presentador de revista de prensa en el programa matutino Dzień Dobry TVN.

## Actividad política
Hołownia anunció su candidatura a las elecciones presidenciales polacas de 2020 el 8 de diciembre de 2019 desde el Teatro Shakespeare de Gdańsk. El 7 de febrero de 2020 emitió un manifiesto centrado en cuatro aspectos: seguridad nacional, protección del medio ambiente, solidaridad y actividad de los gobiernos locales. El jefe de su personal electoral fue Jacek Cichocki. Lo apoyó, entre otros, Janina Ochojska.Basa su campaña casi exclusivamente en voluntarios que trabajan en las oficinas locales de 16 ciudades polacas importantes y en activos de una recaudación de fondos pública.Durante la etapa electoral, se mantuvo entre un 10% y un 20% de apoyo a su candidatura en las encuestas.
En las elecciones presidenciales polacas de 2020 recibió 2.693.397 votos, lo que representó el 13,9% del total de votos, quedando tercero entre once candidatos. Después de las elecciones, anunció la formación de un nuevo movimiento político llamado Movimiento Polonia 2050.

## Vida privada
Su esposa, Urszula Brzezińska-Hołownia, es piloto de aviones de combate MiG-29 y primer teniente de la Fuerza Aérea Polaca. Tienen dos hijas (a partir de 2022). Se graduó en la Escuela Secundaria Social de Bialystok. Estudió psicología en la Escuela de Psicología Social de Varsovia pero no logró completar su carrera.
Él es un católico romano y vegetariano.Antes de casarse, Hołownia había estado dos veces en la Orden Dominicana y estaba a punto de recibir la ordenación monástica. En enero de 2020, un sacerdote de la Iglesia Carmelita de Varsovia le negó la comunión debido a sus opiniones políticas; Hołownia denunció el hecho en Facebook, lo que llevó a la Arquidiócesis de Varsovia a emitir una disculpa oficial, afirmando que el sacerdote había violado las normas de la Iglesia.